# Lucius Iulius Marinus
Erreur Lua dans Module:Date_complexe à la ligne 111 : attempt to concatenate a nil value.
Lucius Iulius Marinus est un sénateur romain, consul suffect en 93 sous Domitien puis gouverneur de Mésie inférieure aux alentours de 94-97.

## Biographie

### Famille
Il est originaire de Syrie.
Il est peut-être le frère de Tiberius Iulius Candidus Marius Celsus, consul suffect en 86 et éponyme en 105.
Son fils est Lucius Iulius Marinus Caecilius Simplex, consul suffect en 101.

### Carrière
Il est proconsul de la province de Pont-Bithynie vers 89/90, puis consul suffect en 93.
Enfin, il est gouverneur (légat d'Auguste propréteur) de Mésie inférieure aux alentours de 94 à 97/98. Quintus Pomponius Rufus lui succède.